# Подкрај при Загорју
Подкрај при Загорју (словен. Podkraj pri Zagorju) је насељено место у општини Загорје об Сави, Засавска регија, Словенија.

## Историја
До територијалне реорганизације у Словенији био је у саставу старе општине Загорје об Сави.

## Становништво
У попису становништва из 2011. године, Подкрај при Загорју је имао 47 становника.
| Број становника према пописима | Број становника према пописима | Број становника према пописима |
| ------------------------------ | ------------------------------ | ------------------------------ |
| 1991                           | 2002                           | 2011                           |
| 47                             | 33                             | 47                             |

Напомена: До 1953. исказивано под именом Подкрај.